# Інструмент для захоплення і утримання труб
Інструмент для захоплення і утримання труб
При бурінні глибоких свердловин для захоплення і утримання на гаку труб і колон застосовують корпусні і автоматичні елеватори. Для труб діаметрами 60 і 73 мм використовують стулчасті елеватори. Для утримання колон на роторі застосовують клинові захвати з пневмоприводом (ПКР). Елеватори класифікуються за розмірами і вантажопідйомністю. Вони випускаються на всі типорозміри бурильних і обсадних труб вантажопідйомністю 500; 750; 1250; 2000 і 3000 кН.
Клинові захоплення виготовляють вантажопідйомністю 1000 і 2500 кН. Колони утримуються в клинових захопленнях за рахунок сил тертя, які виникають між клинами і трубою. Сила тертя залежить від сили радіального обтиснення труби, яка в свою чергу залежить від ваги колони. При великій вазі колон виникають настільки великі сили радіального обтиснення, що може відбутися деформація труб і врізання гострих зубців сухарів клинів у тіло труби.
Роторні клини вставляються в отвір стола ротора. Клини повинні мати кут конусності в межах 7 — 120. Щоб уникнути заїдання клинів цей кут повинен бути дещо більшим від кута тертя. Російською промисловістю випускаються роторні клини з кутом конусності 90 28'. За конструкцією клинові захоплення можуть бути трьох-, чотирьох-, шести- і багатоланковими. Корпуси сусідніх ланок шарнірно з'єднуються між собою. Корпуси клинів як правило виготовляють литими із середньовуглецевих низьколегованих сталей з термообробкою за твердістю НВ207-328. Надійність роботи клинів визначають в основному сухарі, якість насічки яких впливає на коефіцієнт тертя між трубою і клинами. Сухарі виготовляють з маловуглецевих сталей з подальшим цементуванням і загартуванням до твердості HRC43-52.
Пневматичні клинові захоплення, якими оснащуються усі ротори Уралмашзаводу, відрізняються від роторних клинів наявністю пневматичного приводу, що складається з пневматичного циліндра і важільної системи. Пневмопривід монтується на станині ротора.
На початку ХХ ст. найбільш поширена конструкція пневматичного клинового захоплення ПКР-560, що входить до комплекту бурових установок БУ-3000; БУ-4000, БУ-5000 та ін.